# Young Mrs. Winthrop (film 1920)
Young Mrs. Winthrop è un film muto del 1920 diretto da Walter Edwards.
Dopo Young Mrs. Winthrop del 1915, questa fu la seconda versione dell'omonimo lavoro teatrale di Bronson Howard che era andato in scena a Broadway nel 1882

## Trama
Douglas e Constance Winthrop si stanno allontanando sempre di più l'uno dall'altra. Lui, preso totalmente dal lavoro, lei dalla sua vita sociale. L'unica cosa che sembra ormai unirli ancora è Rosie, la loro bambina. Per amore di lei, ia coppia decide di ritrovare l'armonia perduta: Douglas passerà più tempo in famiglia, Constance rinuncerà ai suoi troppi impegni sociali. Ma la signora Dunbar non è d'accordo: il suo rancore verso Constance la induce a far credere a Douglas che la moglie sia andata a un ricevimento. L'uomo, profondamente ferito, accetta l'invito a cena della signora Dunbar e, quando Constance viene a sapere del tradimento del marito, ormai la frattura tra i due è diventata troppo profonda per poter essere rimarginata. Così, quando Rosie viene a mancare, il loro legame si scioglie definitivamente.
Un vecchio amico, però, li fa ritornare sui loro passi quando riporta alla loro memoria l'amore e la felicità che un tempo li aveva uniti.

## Produzione
Il film fu prodotto dalla Famous Players-Lasky Corporation

## Distribuzione
Distribuito dalla Paramount-Artcraft Pictures, il film - presentato da Jesse L. Lasky - uscì nelle sale cinematografiche USA il 29 febbraio 1920.